# Шартуни, Хабиб Таниус
Хабиб Таниус аш-Шартуни (араб. حبيب طنوس الشرتوني‎; Село Шартун, Ливан, 24 апреля 1958 г.) — убийца избранного президента Ливана Башира Жмайеля, член сирийской социальной националистической партии, предполагаемый агент специальных служб Сирии.

## Рождение и ранние годы
Хабиб родился 24 апреля 1958 в селе Шартуни на территории Горного Ливана, в семье христиан-маронитов, но в нескольких источниках он причисляется к греко-католикам, возможно потому, что Сирийская социальная националистическая партия в основном опиралась на греко-католическую и православную общины Ливана. В ранние годы он попал под влияние своего друга, Анри Ханна, который был сторонником ССНП. После начала гражданской войны в Ливане Хабиб состоял в близлежащем отделении ССНП, как страж. Вскоре родители собрали средства и отправили его сначала на Кипр, а оттуда в Париж, но в августе 1977 г. Хабиб вернулся в Ливан и официально вошёл в ряды ССНП. Он был осведомлён о ячейках ССНП во Франции и присутствовал на секретных заседаниях ССНП в Париже. Там он встретил Набиля Алама, шефа разведки ССНП, который поддерживал тесные связи с Шартуни после его окончательного возвращения в Ливан.

## Взрыв в Ашрафии
Набиль Алам убедил Шартуни, что основой всех бед Ливана было поведение фалангистов и их лидера Жмайеля и что их устранение с политической арены остановит кровопролитие в стране и улучшит возможность достижения многих целей партии. Шартуни жил на третьем этаже того здания в районе Ашрафия, в котором был расположен штаб фалангистов, а сам Башир часто навещал их. Он начал постепенно готовиться к воплощению своей цели. Сначала он начал привозить взрывчатые вещества из дома Алама в Расе (Западный Бейрут) в дом своей тёти, в Насру, на машине своего отца. Потом он перевёз все эти вещества в свой дом и получил от Алама детонатор. 12 сентября 1982 года Шартуни уже приготовил всё к взрыву и начал ждать удобного момента. Ночью 13 сентября он бродил вокруг здания, но его поведение не вызвало подозрений среди фалангистов, так как он сам жил в этом доме. 14 сентября, как только Башир пришёл в штаб фалангистов, чтобы выступить с речью, Шартуни пошёл в близлежащий район Насра, где он хранил детонатор. Звук взрыва было слышно во всём Бейруте, но Шартуни всё-таки вернулся для того, чтобы узнать результат своих действий.

## Арест
Шартуни вскоре был задержан «Ливанскими силами». Его родители, брат и дядя были казнены боевиками «Ливанских сил» сразу после выяснения его личности. Он был передан ливанскому правосудию. Руководство ССНП немедленно открестилось от Шартуни и заявило, что партия не несёт ответственности за его действия. Во время пресс-конференции Шартуни не раскаялся в содеянном и обвинил Жмайеля в «продаже страны Израилю», также признался, что получил взрывчатку и детонатор от Набиля Алама, но после убийства Жмайеля Алам успел переехать в восточный Ливан, который тогда контролировала сирийская армия, и преследовать его фалангистам не удалось. Шартуни был помещён в тюрьму и содержался там без суда в течение 8 лет, пока сирийская армия во время подавления мятежа Мишеля Ауна не захватила Баабду и не отпустила Шартуни, который скрылся в Сирии.
12 сентября 2011 года в своём интервью журналу «Al Rawad» Шартуни подтвердил, что приказ убить Башира Жмайеля он получил от своей партии.

## Приговор
20 октября 2017 года Совет Судей — высшая судебная инстанция Ливана по вопросам государственной безопасности — приговорила in absentia Хабиба Шартуни и Набиля Алама к смертной казни и лишению всех гражданских прав.